# Martin Segerstedt
Olof Martin Segerstedt, född 6 februari 1930 i Norsjö östra kyrkobokföringsdistrikt i Västerbottens län, död 9 mars 2014 i Kågedalens församling i Västerbottens län, var en svensk politiker (socialdemokrat) och riksdagsledamot mellan 1976 och 1991, invald för Västernorrlands läns valkrets.
Segerstedt är begravd på Skogskyrkogården i Skellefteå.